# Marie et les Naufragés
Pour plus de détails, voir Fiche technique et Distribution.
Marie et les Naufragés est un film français réalisé par Sébastien Betbeder, sorti le 13 avril 2016.

## Synopsis
Antoine (romancier), Siméon, Oscar (somnambule et musicien), se retrouvent sur une île au bout de la Terre[évasif] pour y suivre Marie.

## Fiche technique
- Réalisation : Sébastien Betbeder
- Scénario : Sébastien Betbeder
- Musique : Sébastien Tellier
- Photographie : Sylvain Verdet
- Son : Jérôme Aghion
- Costumes : Anne Billette
- Production : Frédéric Dubreuil
- Sociétés de production : Envie de Tempête Productions, Canal+, Ciné+, en association avec la SOFICA Indéfilms 3
- Société de distribution : UFO Distribution
- Pays d'origine :  France
- Langue originale : français
- Durée : 104 minutes[1]
- Date de sortie :
  - France : 13 avril 2016

## Distribution
- Pierre Rochefort : Siméon Forest
- Vimala Pons : Marie Andrieu
- Éric Cantona : Antoine
- Damien Chapelle : Oscar
- André Wilms : Cosmo
- Emmanuelle Riva : Suzanne
- Wim Willaert : Wim
- Didier Sandre : éditeur
- KT Gorique : jeune fille de 'La Jetée'
- Philippe Petit : Rémi
- François Deblock : jeune homme au casque
- Sabrina Seyvecou : Béatrice
- Églantine Dauny : Sarah
- Gaëtan Vourc'h : serveur du café de Lorient
- Marie Kauffmann : Martha
- Chloé Chaudoye : Patricia
- Romain Rouet : Antoine à 6 ans
- Baptiste Clavely : Antoine à 11 ans
- Raphaël Cantona : Antoine à 30 ans
- Irène Ranson : professeur d'Antoine
- Juliette Armanet : chanteuse du bar karaoké
- Joseph Le Port : Marin #1
- Robert Dottori : Marin #2
- Sébastien Gimbert : serveur de l'Oubli
- William Edimo : homme déguisé en Louis XIV
- Anne-Hélène Orvelin : mère de Marie
- Franck Lemarié : père de Marie
- Maellenn Vigier : Marie à 10 ans
- Lou Lévy : Marie à 17 ans
- Hervé Eric : père de Siméon
- Arnaud Duléry : curé
- Alain Le Doaré : musicien de Cosmo
- Éric Hardy : musicien de Cosmo
- François Boudet : musicien de Cosmo
- Pierre Marais : musicien de Cosmo
- Jérémy Parisi : mannequin de la pub pour parfum
- Florian Le Scouarnec : Léonard
- Liza Daniel : Nowell
- Laure Guérin : serveuse du bar karaoké
- Bénédicte Duperron : jeune femme déguisée en fée Clochette
- Yann Dufeu : jeune homme déguisé en chien
- Sylvain Marmugi : chef opérateur du clip
- Kee-Yoon : voix film coréen (voix)
- Yongsou Cho : voix film coréen (voix)
- Aurélie Sfez : voix radio (voix)

## Tournage
Le film a été tourné en partie en Bretagne, à Groix et dans la région de Lorient, ainsi qu'à Lanester.